# Hindang
Hindang es un municipio filipino de quinta clase, perteneciente a la provincia de Leyte, en las Bisayas Orientales.

## Toponimia
El lugar puede aparecer referido como «Hindang» e «Indang».

## Historia
Hacia mediados del siglo XIX, el lugar formaba parte de Hilongos, junto con los de Bato, Matalom y Cajagnaan. Aparece descrito en el segundo volumen del Diccionario geográfico, estadístico, histórico de las Islas Filipinas (1851) de Manuel Buzeta Núñez y Felipe Bravo con las siguientes palabras:

INDANG: visita ó anejo, que forma jurisd. civil y ecl. con los de Hilongos, ó Jilongos, Bato, Matalon y Cajaguaan, en la isla y prov. de Leyte, dióc. de Cebú: sit. sobre la costa occidental de la isla, en terreno llano, ventilado, y clima templado y saludable. El term. confina con los de Hilongos y Bato, siendo el terreno algo montuoso. Sus principales prod. son arroz, maiz, cacao, abacá, algodon, tabaco, etc. De sus montes se saca bastante brea, miel y cera. La ind. consiste en la fabricacion de algunas telas ordinarias, la caza, la pesca, y el beneficio de las tierras. Su pobl. y trib. (v. hilongos, matriz.)
(Buzeta y Bravo, 1851, p. 108)

En 2020, tenía censados 20 849 habitantes.